# HD 30138
HD 30138，又名BD+40 1045，SAO 39746、HR 1514，是一颗恒星，视星等为5.97，位于銀經163.73，銀緯-3.23，其B1900.0坐标为赤經4h 39m 50.3s，赤緯+40° -3.23′ 51″。